# Michał Ferenc
Michał Ferenc (ur. 1 listopada 1938 w Ratyszczach, zm. 7 marca 2025) – polski inżynier mechanik, doktor habilitowany, profesor nadzwyczajny PŚ.

## Życiorys
Był absolwentem Politechniki Śląskiej, w 1970 doktoryzował się, w 1978 r. otrzymał habilitację. Został pracownikiem naukowym w Katedrze Inżynierii Środowiska na Wydziale Mechanicznym Politechniki Opolskiej i w Katedrze Silników Spalinowych i Pojazdów na Wydziale Budowy Maszyn i Informatyki Akademii Techniczno-Humanistycznej w Bielsku-Białej.

## Odznaczenia i wyróżnienia
- Złoty Krzyż Zasługi[2]
- Nagroda Rektora Politechniki Śląskiej[2]
- Odznaka ”Zasłużony dla Politechniki Śląskiej”[2]
- Srebrna Odznaka Zasłużony dla Rozwoju Województwa Katowickiego[2]